# Ново Пољанце
Ново Пољанце је некадашње насеље у Србији, општина Србица на Косову и Метохији. Настало је после Првог светског рата, а 1941. године у току једног дана исељено је и потпуно разорено. Поново је из темеља подигнуто 1947. године, готово без помоћи државе, а крајем шездесетих година, због невиђеног терора, колективно се иселило, као прва сеоба из Покрајине.

## Настанак села
Село Ново Пољанце настало је на дреничкој непроходној висоравни, неколико година после завршетка Првог светског рата, од досељеника из Црне Горе и Босне и Херцеговине. Бројне послове око насељавања, као и за остала слободна подручја на југу државе, обављала је владина Дирекција са седиштем у Скопљу. Пошто су били у питању готово непроходни терени, обављено је премеравање и парцелисање земљишта, трасирање комуникација, урбанизација села, изградња малих прихватних кућица а, нешто касније, у селу је изграђена импозантна зграда школе (за наставу око сто ученика и станове за учитеље) и савремена зграда општине. Село је удаљено од седишта среза у Србици око 7,5 км. Истом приликом је и формирано насеље Србица са веома великом зградом за администрацију среза и више десетина планских кућа за становање.  За све то време у насељу манастира Девич налазила се општинска власт и био је лоциран коњички Летећи жандармеријски батаљон, који је у том пустом крају штитио народ од познатих банди албанских (шиптарских) качака. Под каквим условима су живели и подизали своја имања, најбоље показује податак да су даноноћно поред себе носили српску војничку пушку, коју су добили од власти.
Непосредно пред Други светски рат село је било потпуно урбанизовано са планском инфраструктуром, као централна општина тадашњег дреничког среза. Изграђен је насип (џада) до Србице, а Србица је била повезана насипом до Косовске Митровице и до Глоговца у коме се налазила железничка станица за правац воза од Пећи до Косова Поља. У то време село је бројала 50 кућа и око 225 становника.

## Терор и изгон 1941. године
Пре званичне капитулације државе, организоване оружане банде, напале су оближњу жандармеријску станицу и потпуно је разориле.  Затим су претресли сваку српску кућу тражећи оружје. Ноћу су оружане формације нападале село палећи периферне поседе и изазивајући панику и страх. Затим је познати зликоац (балиста) Шабан Полужа наредио да се у току једног дана село исели, а ко остане биће ликвидиран. Познат је по томе да је у току ослобођења за гушење његове побуне било ангажовано на десетине хиљада партизана. У току рата село је потпуно уништено, а остале су само зграде општине, школе и неколико преосталих за службене потребе тадашње власти. Наводе се имена власника имања у селу Ново Пољанце приликом изгона 1941. године, који се у том саставу никада више неће наћи:
Бошко Савељић, Божо Никчевић, Живко Лајовић, Душан Лајовић, Крсто Лајовић, Савић Лајовић, Видак Лајовић, Милош Лајовић, Радован Чолаковић, Крсто Чолаковић, Ћетко Баровић, Марица Баровић, Радосав Стриковић, Ђона Дрекаловић, Ђоко Дрекаловић, Грујица Дрекаловић, Лазо Минић, Саво Митровић, Видо Вујадиновић, Митар Вујадиновић, Рајко Ђумић, Никола Перовић, Јово Перовић, Илија (Бацо) Драгојевић, Богић Драгојевић, Мака Драгојевић, Блажо Драгојевић, Ђорђије Драгојевић, Петар Делибашић, Крстиња Делибашић, Васо Делибашић, Радован Делибашић, Божо Вулановић, Спасоје Вукотић, Илија Вукотић, Данило Вукотић, Марко Вукотић, Митар Андријашевић, Гаврило Андријашевић, Милован Андријашевић, Недељко Јокић, Гојко Вујачић, Шпиро Вујачић, Иван Вујачић, Милош Вучуровић, Ј. Вучуровић, Милутин Рогановић, Стана Биговић, Р. Лалатовић, M. Марсенић.

## Привремени повратак
После рата вратило се око 70% становника, због чињенице да им није био дозвољен повратак читавих годину дана, док се не испита да ли су били насељени на обрадивој земљи Албанаца.  Показало се, наравно, да тога није било. На уништеним имањима сами су морали да изнова подижу куће (уз минималну помоћ државе), набављају домаћу стоку и да запуштено земљиште претварају у плодно. Али је већинска албанска администрација непрестано вршила притисак. Оно што они нису успели да постигну, наставили су Албанци из суседних селе, уништавајући летину и поседе. Када су крајем шездесетих закључили да им је живот угрожен, почели су колективно да нуде имања на продају. То је ишло врло споро. За то време, преко ноћи, Албанци су скидали кровове са зграда општине, школе и бродске подове из просторија. Када су се колективно иселили, била је то прва масовна сеоба из Покрајине о којој, у средствима информисања, није било ни речи.
Административним чином власт је непосредно после сеобе од Новог Пољанца и Старог Пољанца оставило само назив Пољанце (значи постојеће албанско), и тако је укинула сваки траг да се на том простору педесетак година борио српски народ, два пута на ледини подижући своје домове, како би очувао своја огњишта на светој српској земљи. Данас нема ни трага на терену некада ушореног села, па координате дате у овом чланку показују место некадашње зграде општине и школе.